# 刑川水库
刑川水库是中国湖北省襄阳市枣阳市境内的一座水库，位于沙河支流丑河上，建于1966年。水库正常库容为1045万立方米，集雨面积为23平方千米，海拔为205米。